# 80 aC
L'any 80 aC va ser un any del calendari romà prejulià. En aquell temps, era conegut com a any del consolat de Sul·la i Metel Pius (o, més rarament, any 674 ab urbe condita o de la fundació de la ciutat). L'ús del nom «80 aC» per referir-se a aquest any es remunta a l'alta edat mitjana, quan el sistema Anno Domini va ser el mètode de numeració dels anys més comú a Europa.

## Esdeveniments

### Egipte
- Ptolemeu XII Auleta aconsegueix el tron d'Egipte. No li corresponia el títol per ser bastard, però els alexandrins el proclamen rei en extingir-se la casa reial làgida, amb la mort de Berenice III i de Ptolemeu XI Alexandre II.[2]
- Alexandria està sota jurisdicció romana.[3]

### República Romana
- Luci Corneli Sul·la i Quint Cecili Metel Pius són elegits cònsols.[4]
- Quint Calidi, que havia fet aprovar una llei (Callidia de Metello) l'any 99 aC per fer retornar de l'exili a Quint Cecili Metel Numídic quan era tribú de la plebs, rep el suport del cònsol, fill de Metel Numídic, per a aconseguir el càrrec de pretor, del que pren possessió l'any següent (79 aC).[5]
- Sul·la manté el setge a la ciutat etrusca de Volterra que havia iniciat l'any anterior (81 aC) quan ja tot Itàlia estava sotmesa i l'ocuparà, després de dos anys de bloqueig, l'any següent (79 aC).[6]
- Pompeia, una ciutat samnita, sofreix un canvi important quan Luci Corneli Sul·la hi envia colons, i funda la Colonia Cornelia Veneria Pompeiorum.[7]

### Hispània
- Quint Sertori, enemic de Sul·la, marxa del nord d'Àfrica i arriba a Hispània després de derrotar una força naval romana comandada per Gai Aureli Cota.[8]

## Necrològiques
- Cecília Metel·la filla de Luci Cecili Metel Dalmàtic i esposa de Sul·la. L'any 81 aC es va posar malalta, Sul·la se'n va divorciar, i se suposa que mor aquest any.[9]
- Gai Publici Mal·leol, qüestor de Gneu Dolabel·la a Cilícia. A la seva mort el succeeix en el càrrec el famós Verres. Mal·leol havia fet fortuna amb les exaccions als provincials, i Verres se n'apodera de la major part, segons explica Ciceró, que a més diu que Mal·leol va ser assassinat (occisus) per Verres, però probablement és una exageració oratòria.[10]